# Blondie e Dagoberto (serie di film)
Blondie e Dagoberto (Blondie) è una serie di lungometraggi trasposizione cinematografica dell'omonima serie a fumetti (Blondie e Dagwood in lingua inglese). Vennero prodotti 28 film dal 1938 al 1950 dalla Columbia con protagonisti Penny Singleton (Blondie) e Arthur Lake (Dagoberto, Dagwood nella versione originale) e sceneggiati da Chic Young e diretti da Frank R. Strayer, Abby Berlin e Edward Bernds. Le vicende dei personaggi si evolvono di anno in anno, con novità sostanziali come la nascita dei figli e la loro crescita. Questa tecnica ai giorni nostri è forse paragonabile a quella delle sit-com.

## Elenco
1. Blondie (1938)
2. Blondie Meets the Boss (1939)
3. Blondie Takes a Vacation (1939)
4. Blondie Brings Up Baby (1939)
5. Blondie on a Budget (1940)
6. Blondie Has Servant Trouble (1940)
7. Blondie Plays Cupid (1940)
8. Blondie Goes Latin (1941)
9. Blondie in Society (1941)
10. Blondie Goes to College (1942)
11. Blondie's Blessed Event (1942)
12. Blondie for Victory (1942)
13. It's a Great Life (1943)
14. Footlight Glamour (1943)
15. Leave It to Blondie (1945)
16. Life with Blondie (1945)
17. Blondie's Lucky Day (1946)
18. Blondie Knows Best (1946)
19. Blondie's Big Moment (1947)
20. Blondie's Holiday (1947)
21. Blondie in the Dough (1947)
22. Blondie's Anniversary (1947)
23. Blondie's Reward (1948)
24. Blondie's Secret (1948)
25. Blondie's Big Deal (1949)
26. Blondie Hits the Jackpot (1949)
27. Blondie's Hero (1950)
28. Beware of Blondie (1950)